# Golub-Dobrzyń
Golub-Dobrzyń ['gɔlub 'dɔbʒɨɲ] (deutsch „Gollub“, nördlich der Drewenz gelegen; Dobrzyn (1939–1945 Dobrin an der Drewenz), südlich des Flusses gelegen) ist eine Stadt in der polnischen Woiwodschaft Kujawien-Pommern.

## Geographische Lage
Die Kleinstadt liegt im ehemaligen Westpreußen an der Drwęca (deutsch Drewenz), etwa 30 Kilometer (Luftlinie) nordöstlich von Toruń (deutsch Thorn) und 45 Kilometer südsüdöstlich von Grudziądz (deutsch Graudenz).

## Geschichte

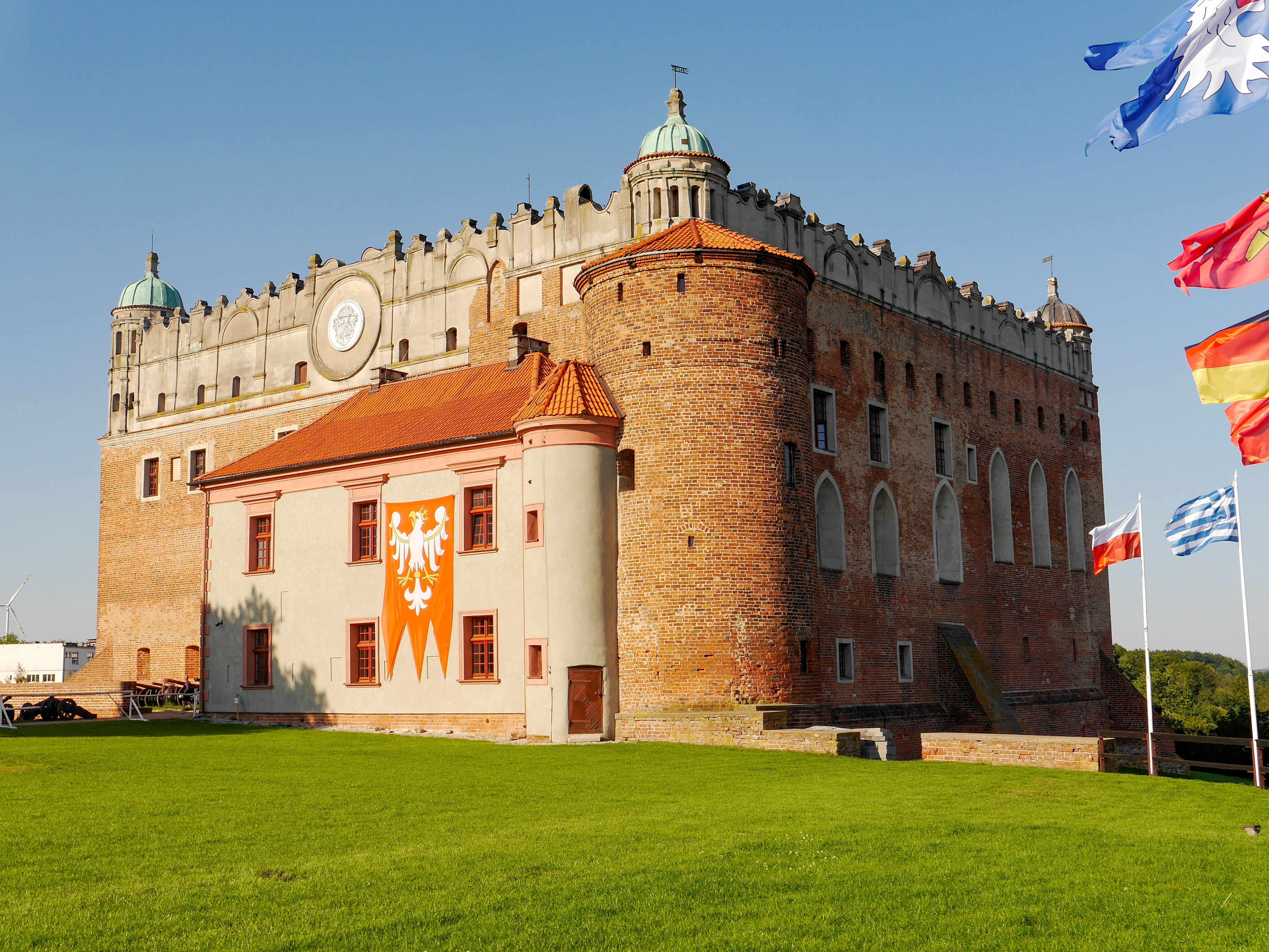
Burg Gollub

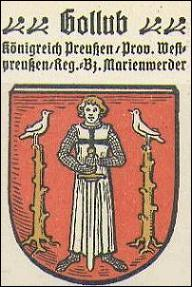
Altes Wappen der Stadt Gollub

Gollub südlich der Danziger Bucht, südlich der Städte Marienburg und Marienwerder sowie ostnordöstlich von Thorn auf einer Landkarte von 1908. Südlich von Gollub, auf der anderen Seite des Grenzflusses Drewenz, der polnische Ort Golub-Dobrzyń (Gollub-Dobrshin).

Die älteste schriftliche Erwähnung von Gollub (villa golube) findet sich in einer Urkunde von 1258. Der Fluss Drewenz bildete seit der Inbesitznahme des Kulmer Landes durch den Deutschen Orden 1230 mit Unterbrechungen bis 1920 die Grenze zwischen preußischen bzw. deutschen und polnischen Gebieten. Teilweise gehörte auch das südlich gelegene Dobrin zum Ordensgebiet.
Zur Sicherung der Flussquerung wurde von 1296 bis 1306 vom Deutschen Orden eine Burg errichtet.
Die daneben liegende Siedlung erhielt vom Landmeister Konrad Sack das Kulmer Stadtrecht. Das genaue Datum der Stadterhebung ist nicht bekannt, da die originale Urkunde verloren ging. 1421 wurde das Stadtrecht durch den Großmeister des Deutschen Ordens bestätigt.
Die Stadt hatte sich bereits gut entwickelt, geriet 1414 jedoch in die Streitigkeiten zwischen dem Königreich Polen und dem Deutschen Orden, was 1422 zum sogenannten „Gollubischen Krieg“ führte. Nach dem Zweiten Thorner Frieden wurde Gollub 1466 Teil des autonomen, unter der Schirmherrschaft der Krone Polens stehenden Königlichen Preußens. Die Stadt begann wieder zu florieren, vor allem als König Sigismund III. Wasa 1623 zeitweilig in Gollub residierte. Schwere Rückschläge erlitt die Stadt während der Kriege mit Schweden 1626–1629 und 1655–1660 sowie während des Siebenjährigen Krieges 1756–1763.

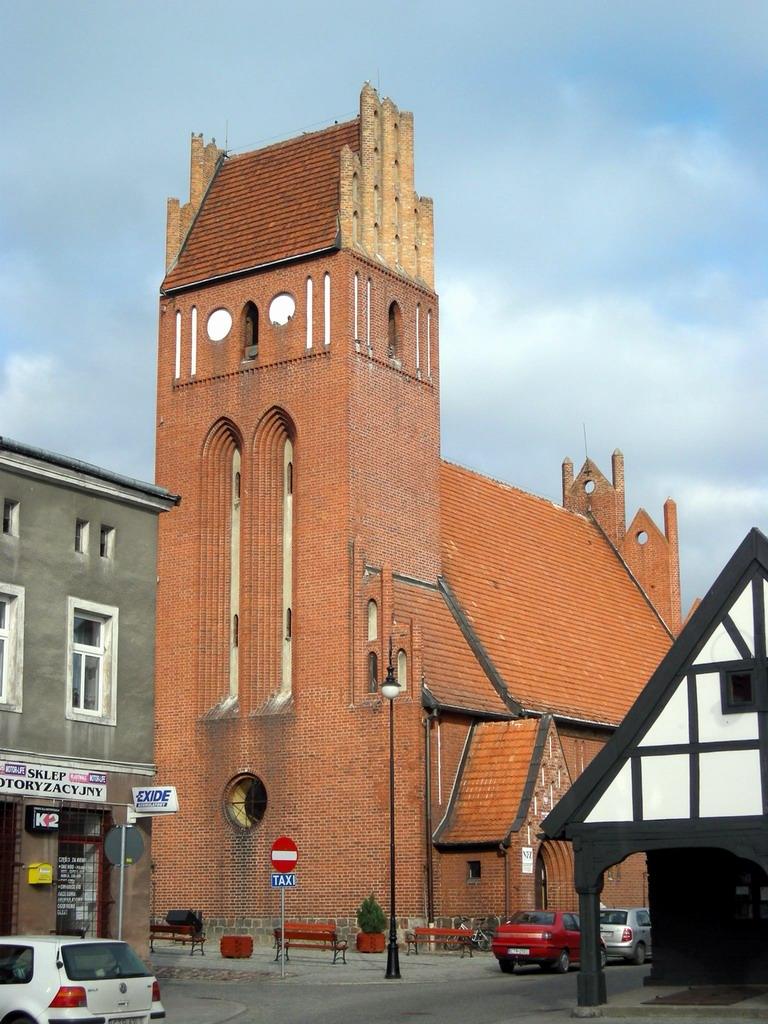
Kirchengebäude im Stil der Backsteingotik

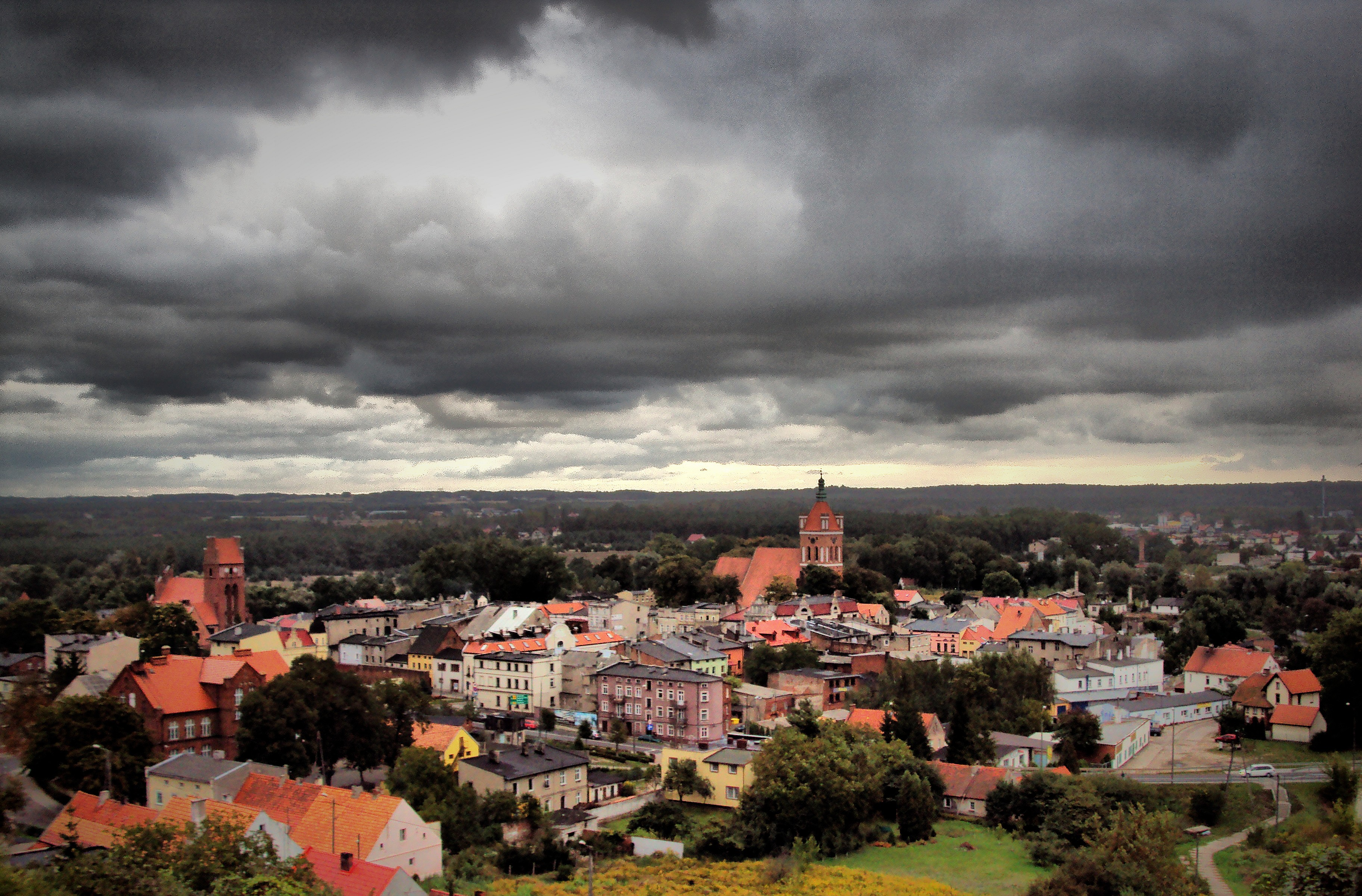
Teilansicht der Stadt von der Burg aus

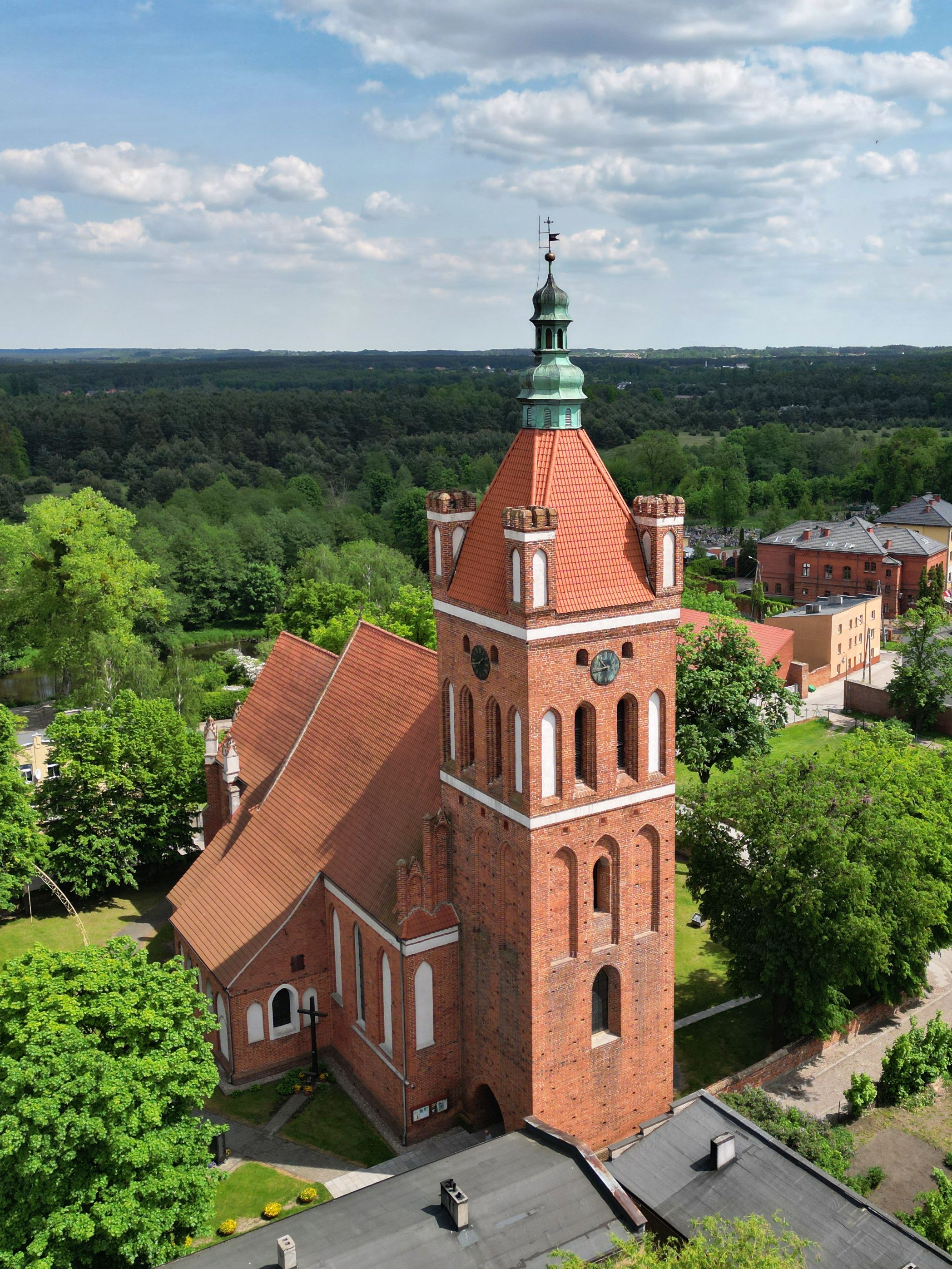
St. Katharina (Golub)

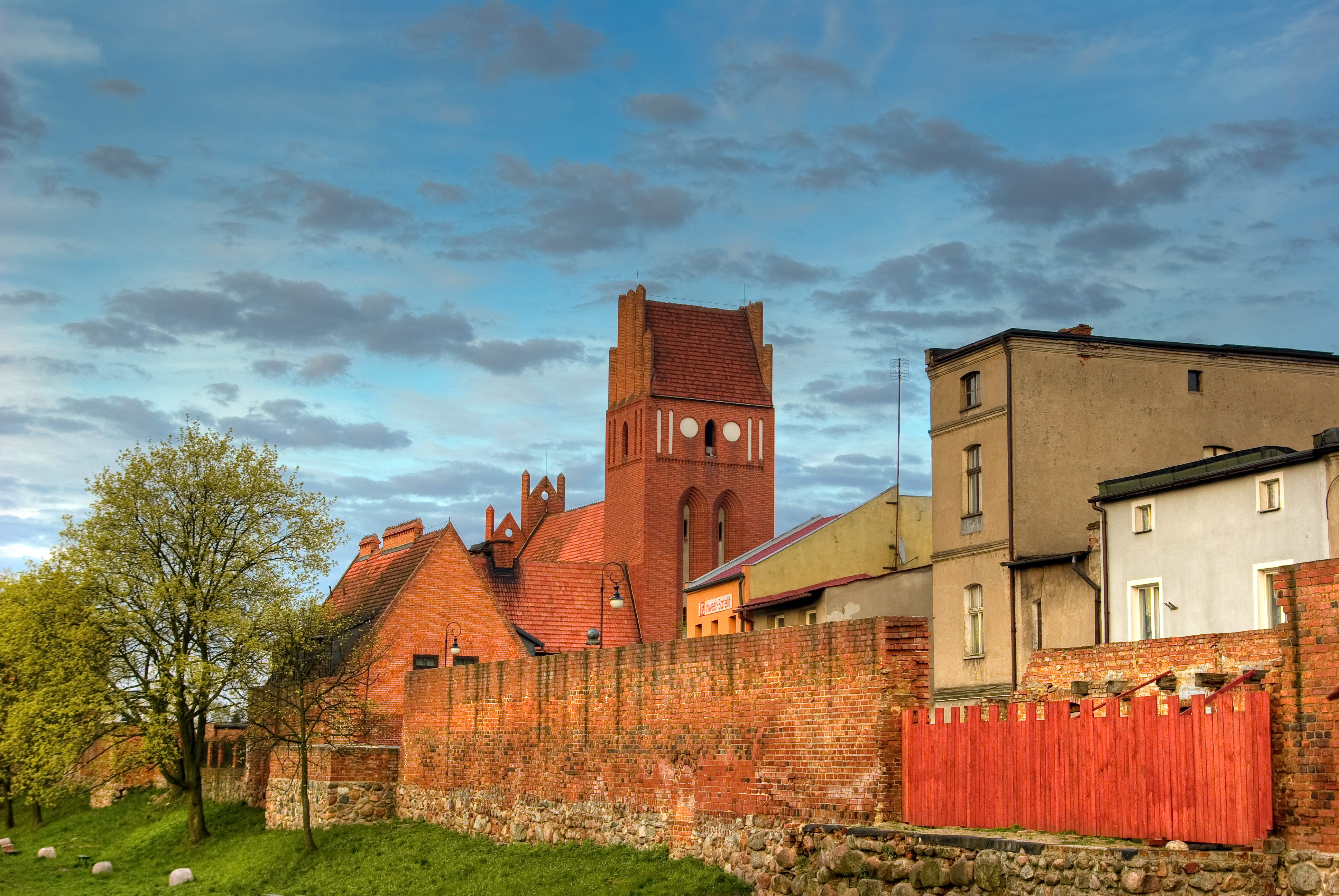
Fragmente der alten Stadtmauer

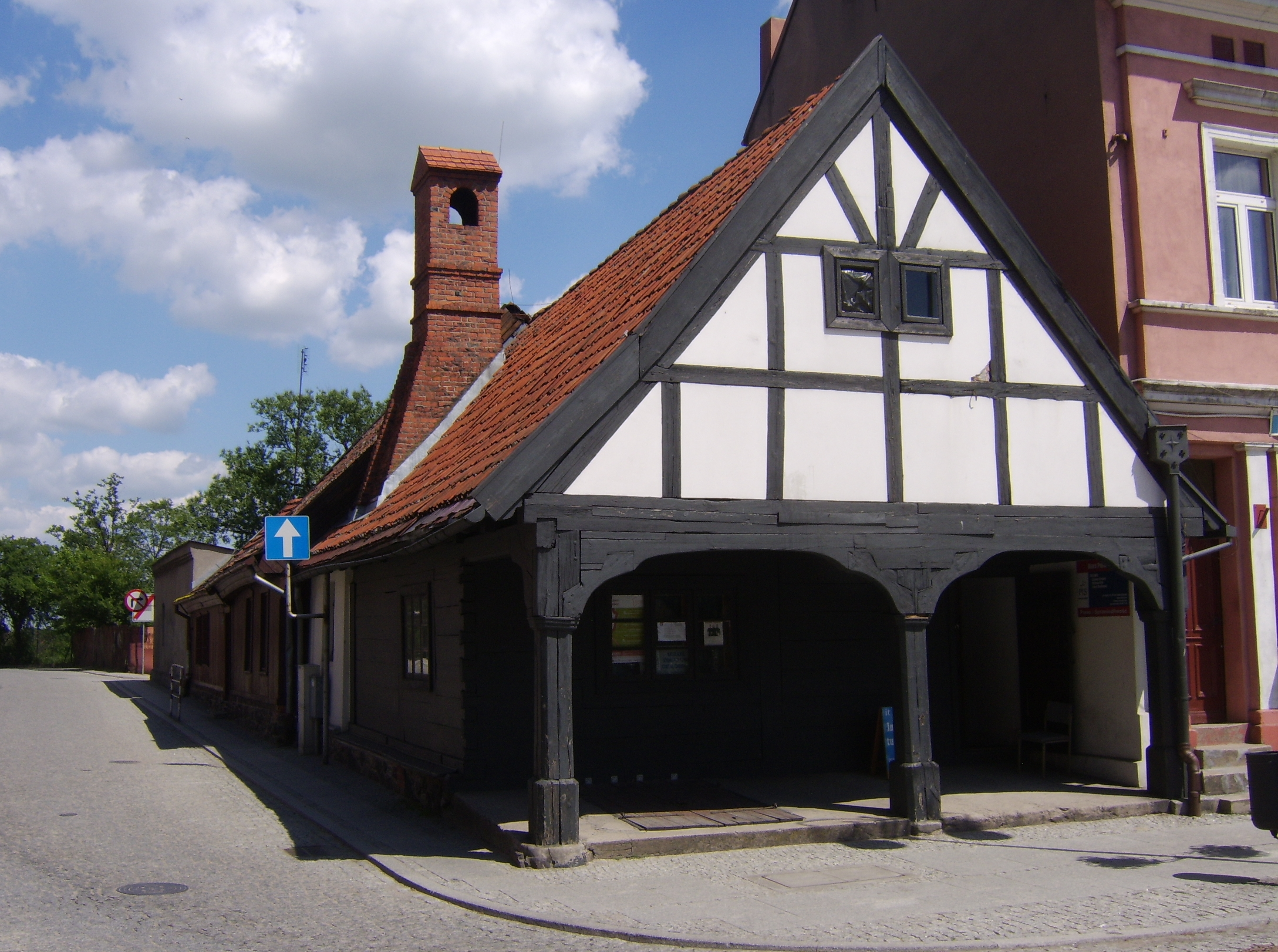
Altes Arkadenhaus

Durch die Erste Teilung Polen-Litauens 1772 kam Gollub unter Friedrich II. zum Königreich Preußen. Im 17. und 18. Jahrhundert war der am gegenüberliegenden Ufer der Drewenz gelegenen Ort Dobrin (polnisch Dobrzyń) gewachsen, der schon im Mittelalter genannt wurde, jedoch bis dahin nur ein kleines Dorf blieb. 1684 erhielt der Ort wichtige Privilegien, obwohl er als „Vorort“ von Gollub bezeichnet wurde. 1721 und 1740 wurden diese Privilegien bestätigt. 1769 wurden dem Ort das Stadtrecht und ein eigenes Wappen verliehen. Durch die Zweite Teilung Polen-Litauens 1793 fiel Dobrzyń, das früher zum Deutschordensstaat gehört hatte, an Preußen.
Während der Franzosenzeit wurden beide Städte 1807 Teil des Herzogtums Warschau (1809 Großherzogtum), das in Personalunion vom König von Sachsen regiert wurde, jedoch von Napoleon abhängig war. Auf dem Wiener Kongress 1815 wurde die Drewenz wieder als Grenze zwischen Preußen und dem neuen Königreich Polen („Kongress-Polen“) festgelegt, das in Personalunion mit Russland verbunden war. Gollub wurde damit wieder preußisch, während Dobrin polnisch blieb. 1870 verlor Dobrin seinen Status als Stadt und konnte diesen erst nach Ende des Ersten Weltkrieges 1919 wiedererlangen. 1900 erhielt Gollub einen Bahnhof an der Strecke von Strasburg nach Schönsee, 1999 wurde der Personenverkehr eingestellt und die Strecke später stillgelegt.
Bis 1920 gehörte Gollub zum Kreis Briesen im Regierungsbezirk Marienwerder der Provinz Westpreußen des Deutschen Reichs.
Aufgrund der Bestimmungen des Versailler Friedensvertrags mussten nach Ende des Ersten Weltkriegs zur Einrichtung des Polnischen Korridors 1919/20 Teile Westpreußen, darunter auch Gollub, ohne Volksabstimmung an Polen abgetreten werden. Nach dem Überfall auf Polen 1939 wurde Gollub vom Deutschen Reich völkerrechtswidrig in das Reichsgebiet eingegliedert und nun dem Landkreis Briesen im Reichsgau Danzig-Westpreußen zugeordnet, zu dem es bis 1945 gehörte.
Gegen Ende des Zweiten Weltkriegs besetzte im Frühjahr 1945 die Rote Armee die Region, kurz  darauf wurde die Stadt von der Sowjetunion der Volksrepublik Polen zur Verwaltung überlassen. Soweit die deutschen Einwohner nicht geflohen waren, wurden sie in der darauf folgenden Zeit vertrieben.
1951 wurden die beiden Städte unter dem gemeinsamen Namen Golub-Dobrzyń vereint. 1956 wurde die Stadt Sitz eines eigenen Powiats. Dieser wurde 1975 aufgelöst und der neu eingerichteten Wojewodschaft Toruń zugeschlagen. In der Verwaltungsreform vom 1. Januar 1999 wurde der Powiat Golub-Dobrzyń (powiat golubsko-dobrzyński) wiederhergestellt.

### Demographie
| Jahr | Einwohner | Anmerkungen |
| ---- | --------- | --- |
| 1783 | 0766      | einschließlich 57 Husaren, größtenteils Polen und Katholiken |
| 1831 | 1750      | teils Deutsche, teils Polen |
| 1875 | 2701      | [ 4 ] |
| 1880 | 2893      | [ 4 ] |
| 1890 | 2738      | davon 644 Evangelische, 1729 Katholiken und 354 Juden (1000 Polen) |
| 1900 | 2868      | Stadt, mit einer evangelischen Kirche, einer katholischen Kirche, einer Synagoge, einem Amtsgericht, einem Nebenzollamt, drei Sägewerken, einer Molkerei und meist katholischen Einwohnern |
| 1910 | 3063      | am 1. Dezember |

## Landgemeinde
Die Landgemeinde Golub-Dobrzyń, zu der die Stadt Golub-Dobrzyń selbst nicht gehört, hat eine Fläche von 197,5 km², auf der (Stand: 31. Dezember 2020) 8841 Menschen leben.